# Ricardo Calabria
Ricardo Calabria (1943. december 5. – 2017. június 9.) argentin nemzetközi labdarúgó-játékvezető.

## Pályafutása
Az argentin labdarúgó-szövetség Játékvezető Bizottságának (JB) minősítésével a Primera D Nacional, majd a Primera División játékvezetője volt. A nemzeti játékvezetéstől 1991-ben visszavonult.
A Argentin labdarúgó-szövetség JB terjesztette fel nemzetközi játékvezetőnek, a Nemzetközi Labdarúgó-szövetség (FIFA) 1974-től tartotta nyilván bírói keretében. A FIFA JB központi nyelvei közül a spanyolt beszéli. Több nemzetek közötti válogatott (Labdarúgó-világbajnokság), valamint Copa Libertadores klubmérkőzést vezetett, vagy működő társának partbíróként segített. A  nemzetközi játékvezetéstől 1991-ben búcsúzott.
Az 1989-es U16-os labdarúgó-világbajnokságon a FIFA JB bíróként foglalkoztatta.
| Időpont          | Helyszín                      | Mérkőzés típusa              | Mérkőzés                | Eredmény | Nézők száma |
| ---------------- | ----------------------------- | ---------------------------- | ----------------------- | -------- | ----------- |
| 1989. június 10. | Tynecastle Stadium, Edinburgh | csoportmérkőzés (D. csoport) | Szaúd-Arábia–Portugália | 2 – 2    | 2000        |
| 1989. június 14. | Fir Park, Motherwell          | csoportmérkőzés (A. csoport) | Skócia–Bahrein          | 1 – 1    | 13 500      |

A COMNEBOL JB küldésére rendszeresen vezetett Copa Libertadores mérkőzést. Copa Libertadores mérkőzéseinek száma:17. 
| Időpont          | Helyszín                         | Mérkőzés típusa                    | Mérkőzés               | Eredmény | Nézők száma |
| ---------------- | -------------------------------- | ---------------------------------- | ---------------------- | -------- | ----------- |
| 1984. július 12. | Maracanã Stadion, Rio de Janeiro | első Copa Libertadores mérkőzése   | CR Flamengo–ULA Mérida | 2 – 1    | 22 000      |
| 1991. május 3.   | David Arellano Stadion, Santiago | utolsó Copa Libertadores mérkőzése | Colo-Colo–Nacional     | 4 – 0    | 50 000      |